# Джузепе Пиаци
Джузепе Пиаци (на италиански: Giuseppe Piazzi) е италиански католически свещеник от Театинския орден, математик и астроном. Роден е на 16 юли 1746 в Понте, Валтелина, и почива на 22 юли 1826 в Неапол. Основава астрономическата обсерватория в Палермо. Вероятно най-известното му откритие е на първата планета джудже Церера.

## Биография
Няма документални сведения за образованието и подготовката като учен на Пиаци в никоя от биографиите му, дори в най-старите. Известно е, че Пиаци е извършвал изследвания в Торино, много вероятно е да е бил ученик на Джовани Батиста Бекария. През периода от 1768 до 1770 година живее в театинската базилика „Санта Андреа дела Вале“, където учи математика при Франческо Жакие.
През юли 1770, заевжда катедрата по математика в Малтийския университет. През декември 1773 се мести в Равена като „префект на студентите“ и лектор по философия и математика в Коледжио деи Нобили, където остава до началото на 1779 година. След кратки престои в Кремона и Рим, през март 1781 година Пиаци заминава за Палермо като преподавател по математика в Университета на Палермо.
Остава на този пост до 19 януари 1787, когато става професор по астрономия. Почти по същото време, получава разрешение да прекара две години в Париж и Лондон за практическо обучение по астрономия, както и да набави оборудване за наблюдения, което е специално построено за обсерваторията.
Докато е в странство, от 13 март 1787 до края на 1789 година, Пиаци се запознава с най-големите френски и английски астрономи на своето време и получава прочутия „алтазимутален кръг“ от Йесе Рамсден, един от най-вещите майстори на научни инструменти за 18 век. Кръгът е най-важният астрономически инструмент в обсерваторията в Палермо, чието официално откриване е на 1 юли 1790.
През 1817, Крал Фердинанд възлага на Пиаци завършването на обсерваторията Каподимонте в Неапол, като го назначава за генерален директор на обсерваториите в Неапол и Сицилия.

## Астрономическа кариера
Джузепе Пиаци ръководи съставянето на Палермския звезден каталог, съдържащ 7646 обекта, изчисленията за които се отличават с безпрецедентна за времето си точност. Работата по този каталог започва през 1789 година, давайки възможност на Пиаци и сътрудниците му да изследват небето методично. Първото издание на каталога е през 1803 година, а второто – през 1814 година.
На 1 януари 1801 година Пиаци открива Церера, най-големият обект в астероидния пояс между Марс и Юпитер. Той я вижда като „звезден обект“, движещ се на фона на звездите. Първо го мисли за статична звезда, има съмнения и за комета, но след неколкодневни наблюдения открива, че обектът се движи с постоянна скорост и се убеждава, че е наблюдавал планета, или както го нарича той „нова звезда“. В изследването му помага Карл Фридрих Гаус, който разработва нов метод за изчисляване на орбитите на малките планети. В същото време, Церера се оказва и почти на същото място, където според Закона на Тициус-Боде е предсказано, че трябва да има малка планета. Първоначало Пиаци дава на астероида името Церера Фердинандеа по името на римската богиня на зърното и по крал Фердиданд IV на Неапол и Сицилия. Частта „Фердинандеа“ отпада впоследствие от името по политически причини.
Вдъхновен от откритието на Церера и в светлината на работата по звездния каталог, Пиаци изследва движенията на звездите в търсене на кандидати за изследване на паралакса. Една от звездите, 61 Cygni от съзвездието Лебед, специално е обозначена като добър кандидат за измерване на паралакса, което впоследствие е извършено от астронома Фридрих Вилхелм Бесел. Звездната система 61 Cygni понякога се нарича Звезда на Бесел или Звезда на Пиаци.

## Посмъртно признание
- В чест на Джузепе Пиаци английският астроном Уилям Хенри Смит кръщава своя роден в Италия син Чарлз Пиаци Смит, който също става астроном.
- През 1871 година мемориална статуя на Пиаци, изваяна от Константино Корти, е поставена на главния площад в родното му място, Понте.
- През 1923 година хилядният открит астероид от астероидния пояс е наречен на името на Пиаци „1000 Piazzia“.
- През 1935 година на негово име е кръстен лунният кратер Пиаци.

|  | Тази страница частично или изцяло представлява превод на страницата Giuseppe Piazzi в Уикипедия на английски. Оригиналният текст, както и този превод, са защитени от Лиценза „Криейтив Комънс – Признание – Споделяне на споделеното“, а за съдържание, създадено преди юни 2009 година – от Лиценза за свободна документация на ГНУ. Прегледайте историята на редакциите на оригиналната страница, както и на преводната страница, за да видите списъка на съавторите. ВАЖНО: Този шаблон се отнася единствено до авторските права върху съдържанието на статията. Добавянето му не отменя изискването да се посочват конкретни източници на твърденията, които да бъдат благонадеждни. |